# Pascal Meurs
Pascal Meurs (1 januari 1970) is een Belgisch basketbalcoach. Meurs was als speler actief in de Belgische eerste klasse en speelde in de glorietijden van BBC Bree bij de club. In 2011 begon Meurs aan zijn trainersloopbaan, bij het vrouwenteam van DBC Houthalen. 

## Links
- DBL Profiel